# غاب البحر
غاب البحر أو غابية (الاسم العلمي Millepora)، جنس مديخ هدري من فصيلة الغابيات. أنواعه المعروفة قليلة العدد، تنتشر في بحار البلاد الحارة. جميعها قريبة الشبه من المرجان يكثر فيها اللون الرخامي الأصفر المواج والأحمر الباهت والأصفر الحنطي.